# راشد خان (بازیگر)
رشید خان (انگلیسی: Rashid Khan) یک هنرپیشه قدیمی سینمای هند است.
او در فیلم‌های یک نظر، راهنما، در مقابل خانه شما، او گفت، جنتلمنی از بمبئی، اعلان، خانه شماره ۴۴، بازار سیاه، بگذار زندگی کنم، سنجش، سه خانم و یک گل، چهار خار بازی کرده‌است.